# Folha

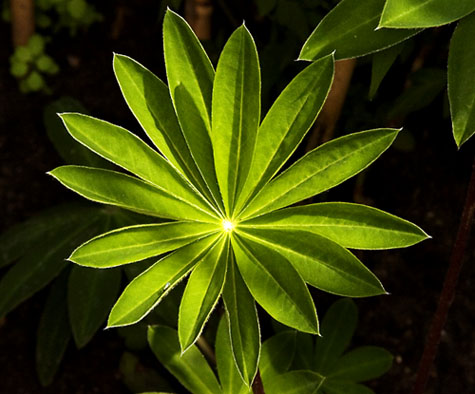
Folhas de Lupinus texensis

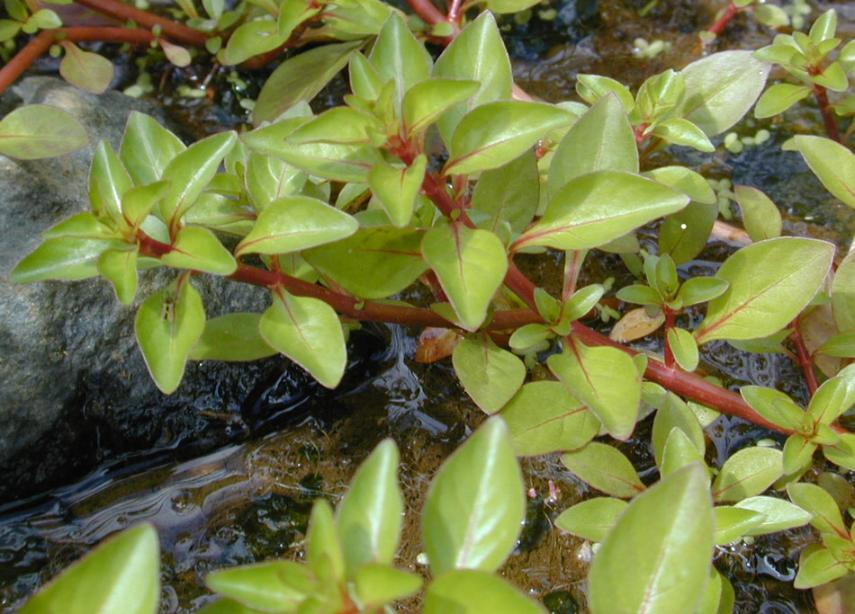
Folha opostas.

Em botânica, a folha são órgãos das plantas especializados na captação de luz e trocas gasosas com a atmosfera para realizar a fotossíntese, transpiração, gutação e respiração.
Salvo raras excepções, associadas a plantas de climas áridos, as folhas tendem a maximizar a superfície em relação ao volume, de modo a aumentar tanto a área da planta exposta à luz, quanto a área da planta onde as trocas gasosas são possíveis por estar exposta à atmosfera.
Espécies diferentes de plantas têm folhas diferentes, e existem vários tipos especializados de folhas, com fins diferentes dos das folhas comuns, como por exemplo as pétalas das flores.
Este artigo concentra-se nas folhas das plantas vasculares - as únicas que possuem "verdadeiras" folhas; as restantes plantas verdes, como os musgos ou as cavalinhas, possuem órgãos equivalentes, mas com estrutura e, por vezes, denominações diferentes.

## Anatomia das folhas das plantas vasculares
As folhas possuem três estruturas diferentes:
- Bainha - estrutura que liga a folha ao caule;
- Pecíolo - estrutura, semelhante a um pedúnculo; e
- Limbo - a parte laminar ou mais evidenciada da folha.

Em algumas plantas, as folhas podem não apresentar uma ou mais destas estruturas.
Do ponto de vista da histologia, ou seja, dos tecidos e outras formações da folha, este órgão é formado por:
- epiderme e
- mesofilo

A epiderme é uma camada de células transparentes muitas vezes recoberta por uma cutícula de um material semelhante à cera que reduz a perda de água por transpiração. Nas plantas de climas áridos, a cutícula pode ser tão espessa que dá às folhas uma consistência coriácea.
As trocas gasosas entre a folha e o meio ambiente são efectuadas principalmente através de pequenos orifícios na epiderme chamados estômatos, que são formados por duas células em forma de rim ou feijão, que podem controlar a abertura e fecho para, por exemplo, reduzir a transpiração. Os estomatos são geralmente mais numerosos na parte inferior da folha.
Muitas plantas apresentam ainda na epiderme (não só das folhas, mas também do caule ou das flores) apêndices formados por tricomas, ou seja "cabelos" que podem ser uni- ou multicelulares e podem ter origem não apenas na epiderme, mas noutros tecidos da folha. O conjunto destes apêndices chama-se indumento. Algumas destas estruturas podem ter funções especiais, como por exemplo, a produção de compostos químicos que podem servir para proteger a planta contra os animais ou para os atrair (por exemplo, para a polinização).
O interior da folha, o mesofilo, é formado por parênquima, um tecido de células semelhantes e muito permeáveis que possuem normalmente grande quantidade de cloroplastos, caso em que o tecido passa a chamar-se clorênquima. A função principal deste tecido é realizar a fotossíntese e produzir as substâncias nutritivas que permitem a vida da planta. Este tecido pode também possuir células especializadas na reserva de água ou outros fluidos - folhas carnudas, como as das Crassuláceas.
O mesofilo pode estar diferenciado em dois tipos diferentes de parênquima:
- o tecido em paliçada, formado por células alongadas e dispostas transversalmente à superfície da folha, para lhe dar consistência; e
- o tecido esponjoso, formado por células mais arredondadas.

Os canais dos estomas atravessam a paliçada e terminam no tecido esponjoso.
A cor das folhas pode variar, de acordo com os pigmentos existentes nas suas células. Estas diferentes colorações podem ser características da própria espécie ou ser causadas por virus ou ainda por deficiências nutritivas. No climas temperados e boreais, as folhas de muitas espécies podem mudar de coloração com as estações do ano e soltar-se (morrer) - folhas caducas ou decíduas - na época em que existe menos luz e em que a temperatura é baixa; a planta sem folhas irá passar o inverno num estado de metabolismo reduzido, alimentando-se das reservas nutritivas que tiver acumulado.
No interior das folhas das plantas vasculares existem ainda nervuras onde se encontram os canais por onde circula a seiva - os tecidos vasculares, o xilema e o floema.

## Morfologia foliar das plantas vasculares

Morfologia de folhas

A forma das folhas é geralmente característica das espécies, embora com grandes variações. As formas típicas de folha das plantas vasculares são:
- arredondada ou sub-circular;
- obovada (quando a parte mais estreita da lâmina foliar se encontra perto do pecíolo ou da bainha);
- ovada (quando a parte mais larga se encontra perto do pecíolo ou da bainha);
- lanceolada - em forma de lança;
- acicular - em forma de agulha;
- ensiforme - em forma de espada;
- escariforme - reduzida a uma estrutura em forma de escama;
- alongada - como as folhas das gramíneas ou capins.

A forma da margem também mostra algumas variantes:
- Filotaxia:
a - alternadas  
b - opostas cruzadas 
c - opostas dísticas 
d - verticiladaslisa - como as folhas do cafeeiro;

Filotaxia:
a - alternadas
b - opostas cruzadas
c - opostas dísticas
d - verticiladas

- dentada - como as folhas das roseiras;
- crenada - o oposto de dentada;
- lobada - dividida em lobos;
- fendida - como as folhas do sobreiro; ou
- partida ou secta - em que a divisão do limbo chega até à nervura central.

A lâmina das folhas também pode encontrar-se dividida em pinas ou pínulas subiguais - folhas compostas ou recompostas, como são os casos das folhas (frondes) dos fetos ou das palmeiras. Nestes casos também se usa a notação:

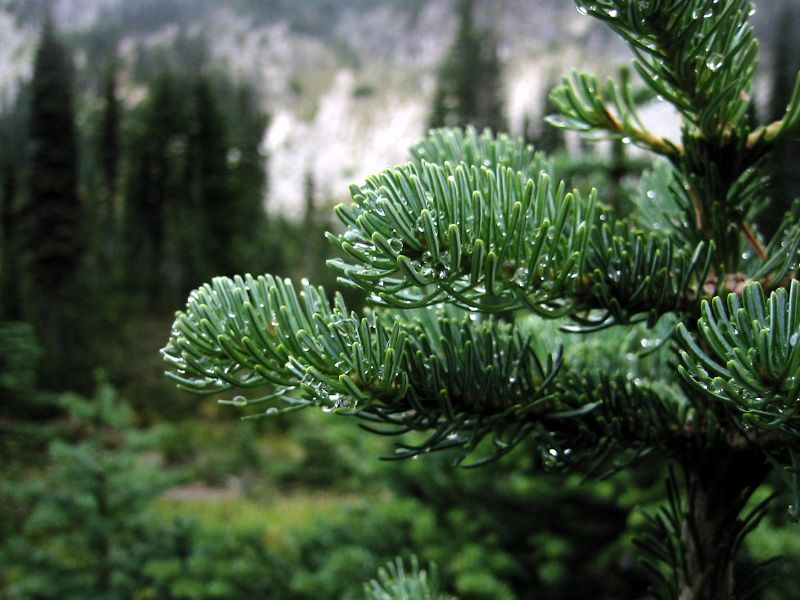
Agulhas de pinheiro

- 1-pinada - sem divisões ou folha inteira;
- 2-pinada - dividida em pinas, como no Polipódio;
- 3-pinada (igual a "recomposta"); etc.

Nestes casos, o eixo da folha, ou seja, a nervura central pode ser mais grossa, formando um ráquis.
As folhas compostas também podem ser palmiformes, quando as pinas saem todas do mesmo pecíolo (como na mandioca).
- Formas de inserção das folhas das plantas vasculares

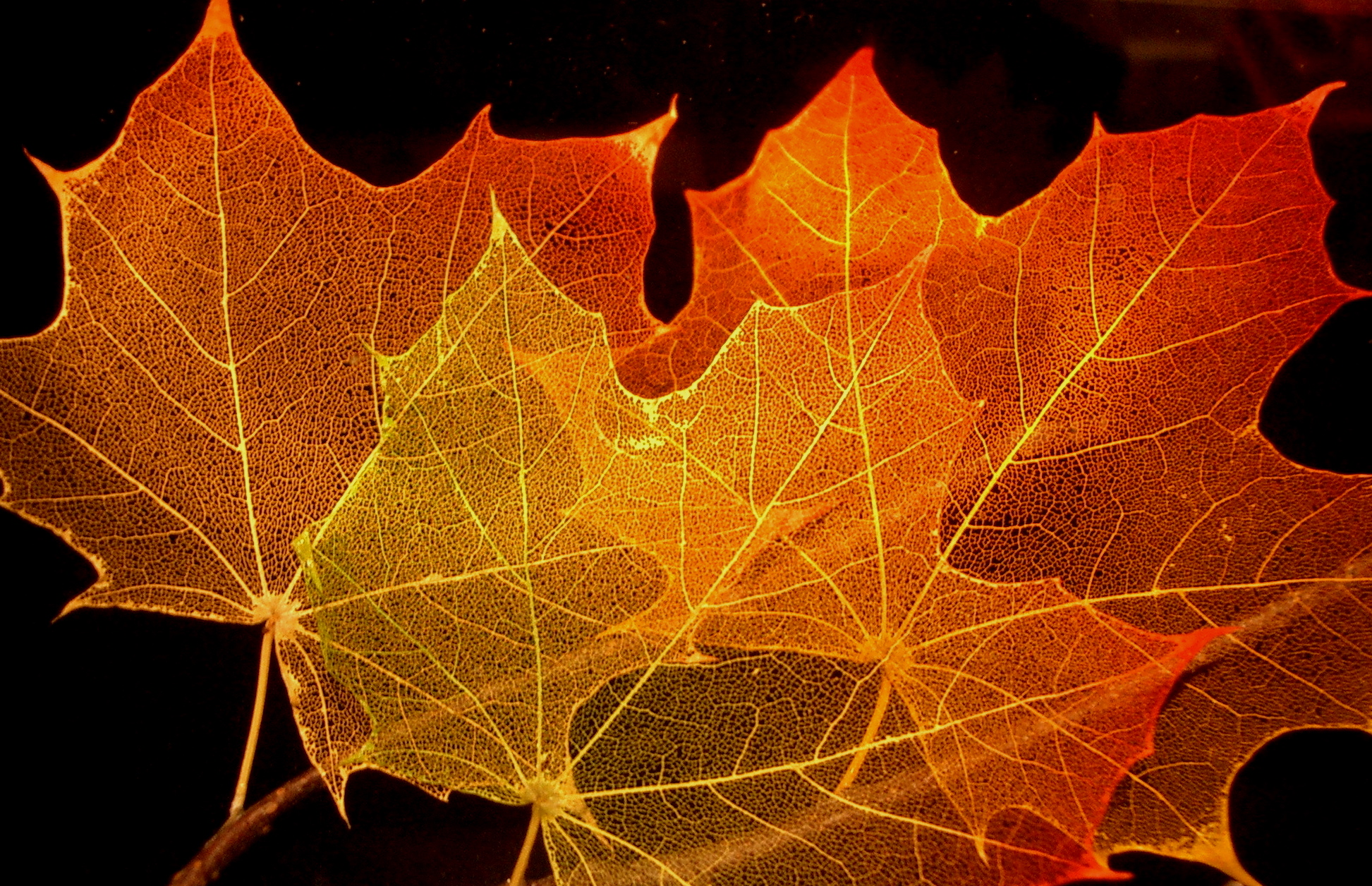
Folhas alaranjadas

Quanto à sua inserção no caule, as folhas podem ser:
- alternadas (uma folha por nó);
- opostas (duas folhas saindo do mesmo nó), podendo ser:

-oposto-cruzada (rotação 90 °), 
-oposto-dística (não girada);
- verticiladas (várias folhas saindo do mesmo nó ou verticilo);
- em roseta (várias folhas saindo da extremidade dum caule, como na Gerbera).

## Outras classificações das folhas
- Quanto à situação:
  - aérea;
  - aquática;
  - subterrânea.
- Quanto a consistência:
  - membranácea;
  - coriácea;
  - crassa.

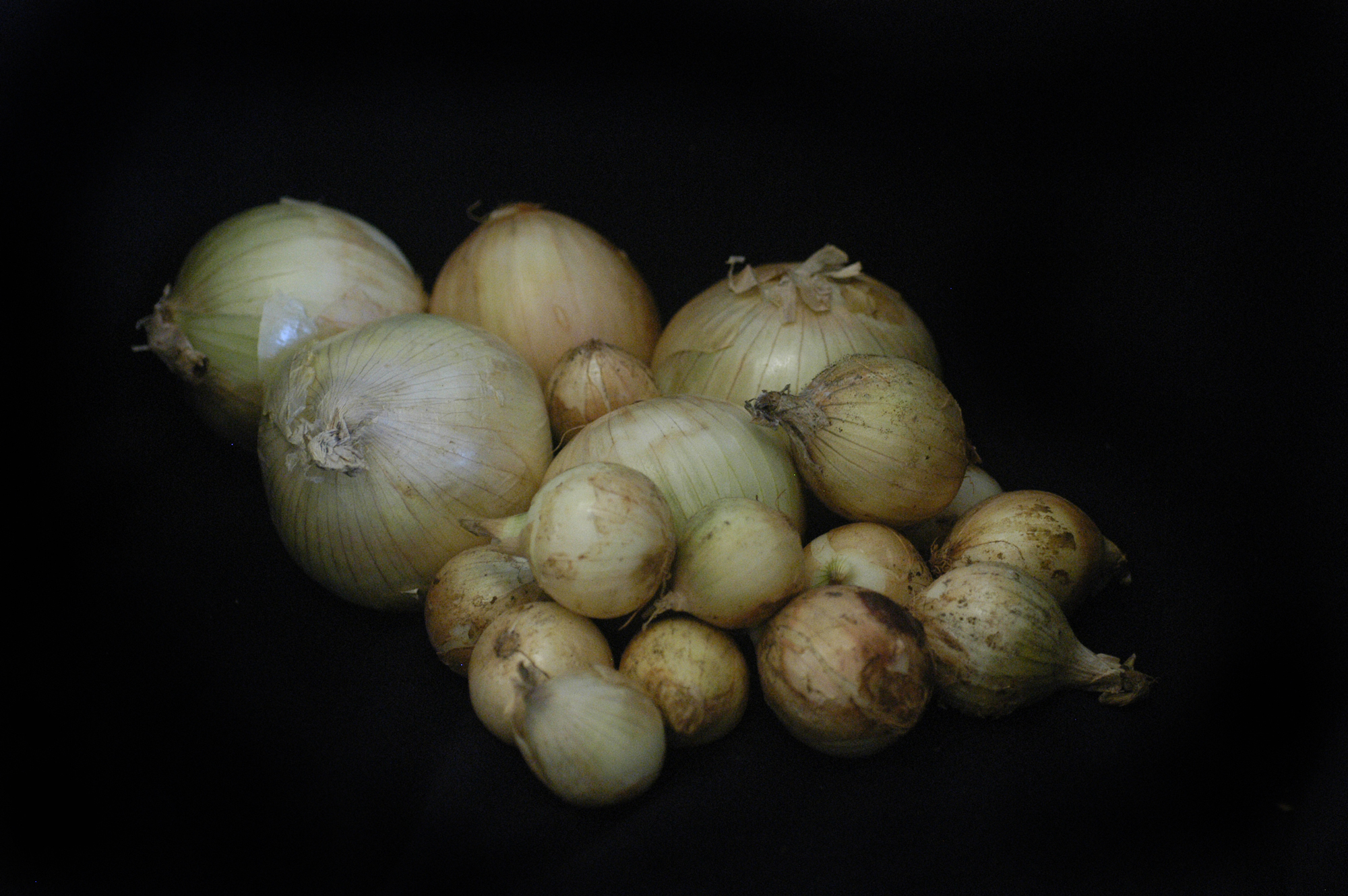
Cebola

- CebolaQuanto ao posicionamento de suas nervuras:
  - ramificadas (ex. folha da macieira);

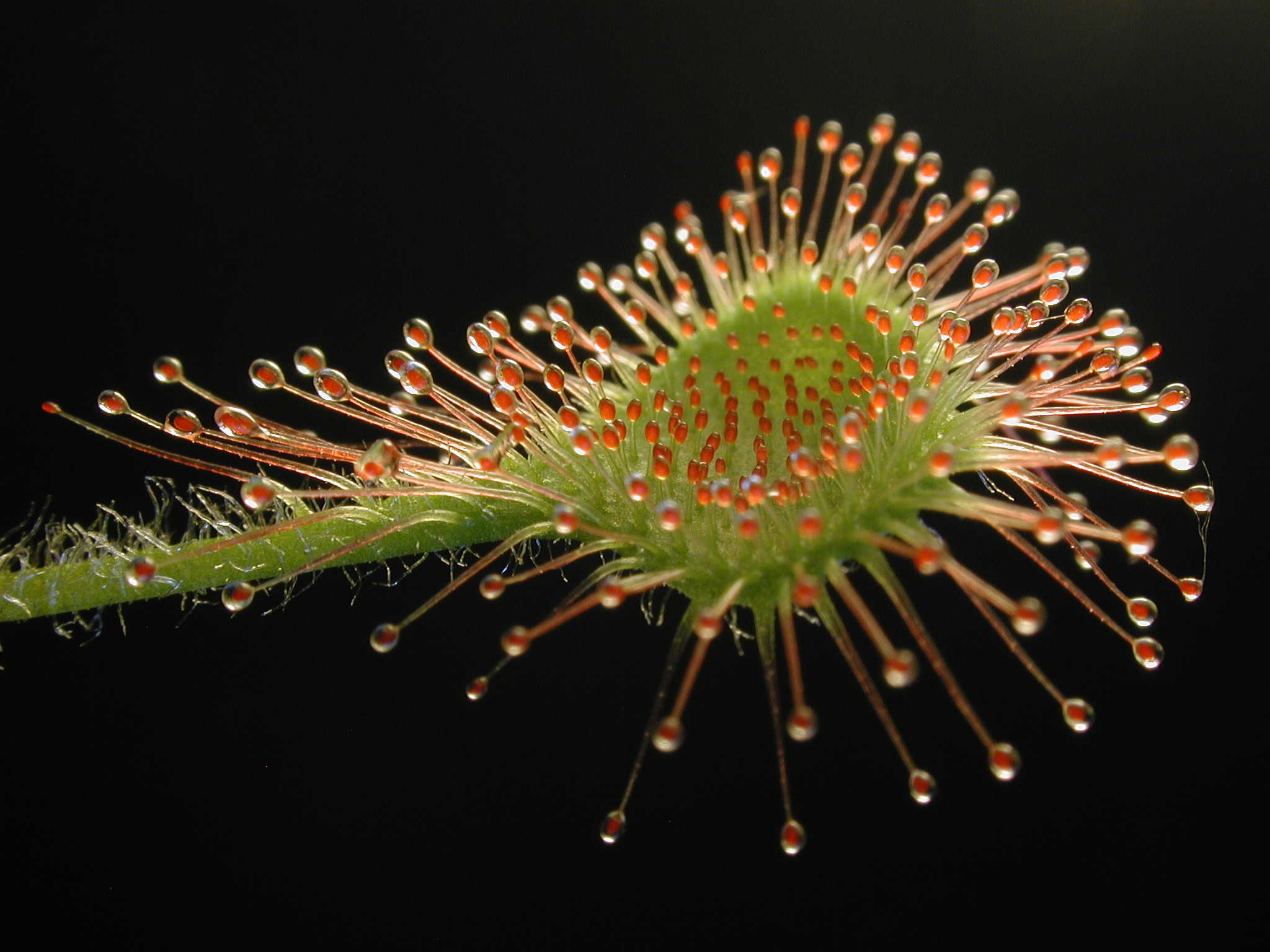
Planta-carnivora

  - paralelas (ex. folha do milho).
- Quanto a coloração:
  - maculada;
  - bicolor;
  - variegada;
  - listrada;
  - concolor.

## Adaptações especiais das folhas
Algumas plantas, como os cactos, têm as folhas transformadas em espinhos; são os caules, carnudos e achatados, que exercem a função fotossintética.

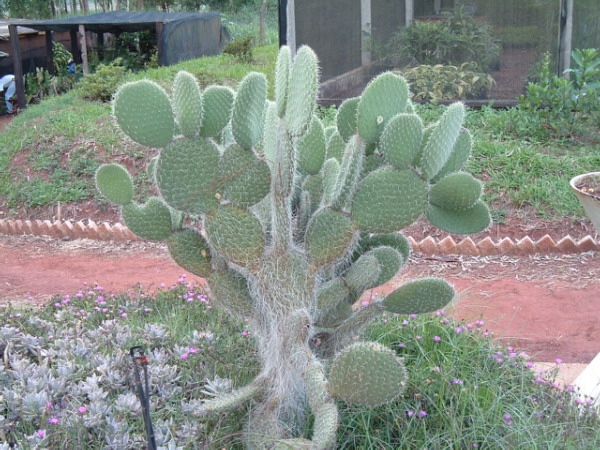
Cacto

As folhas dos caules subterrâneos, como na cebola, podem estar transformados em órgãos de reserva de nutrientes.
O caso mais extremo parece ser das plantas carnívoras, em que a folha está transformada numa armadilha, como se de um predador se tratasse.

## Nomófilo

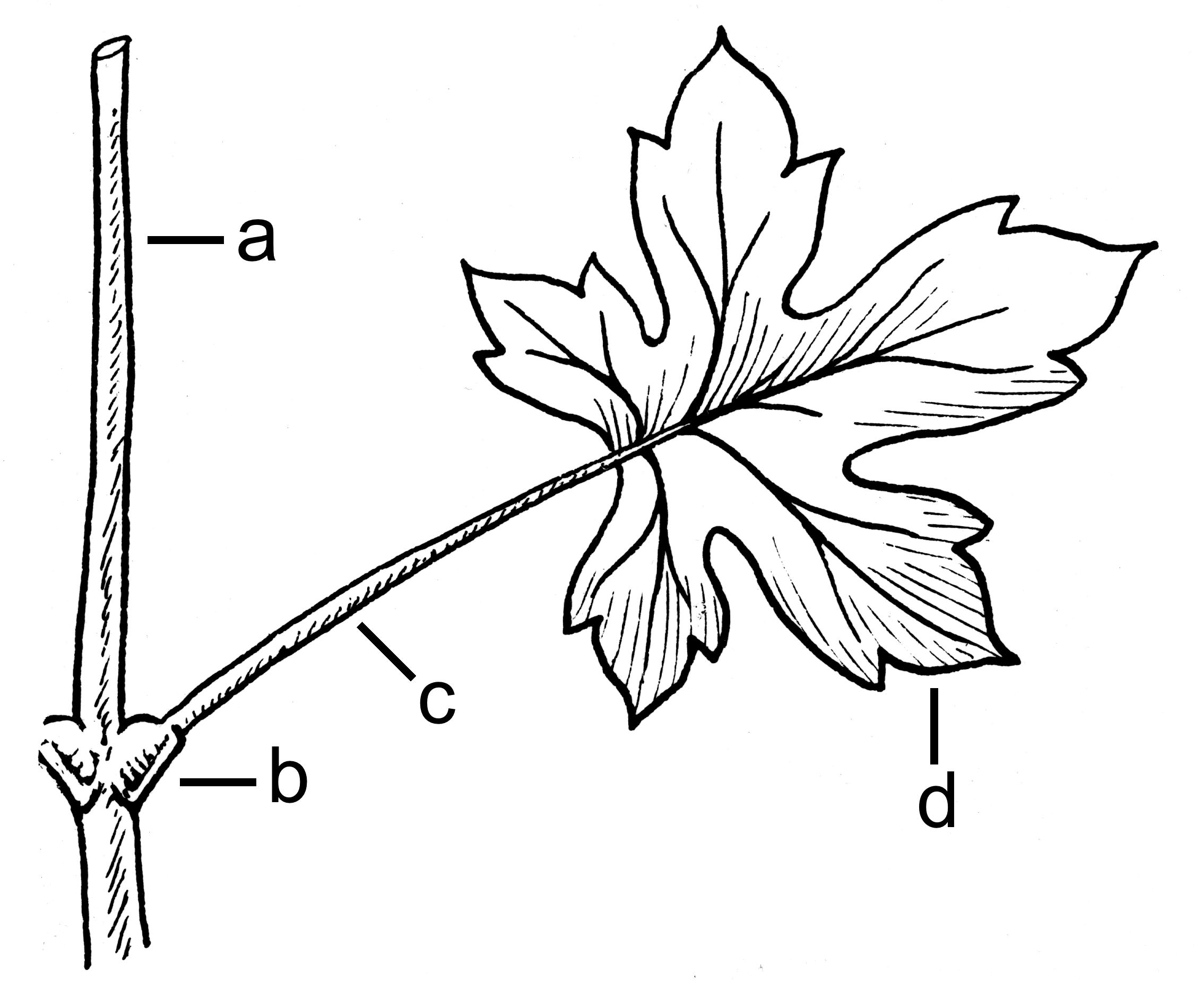
As folhas normais típicas, os nomófilos, são compostas por um pecíolo e uma lâmina foliar ou limbo. (a) Caule; (b) nodo; (c) pecíolo; e (d) lâmina foliar ou limbo.

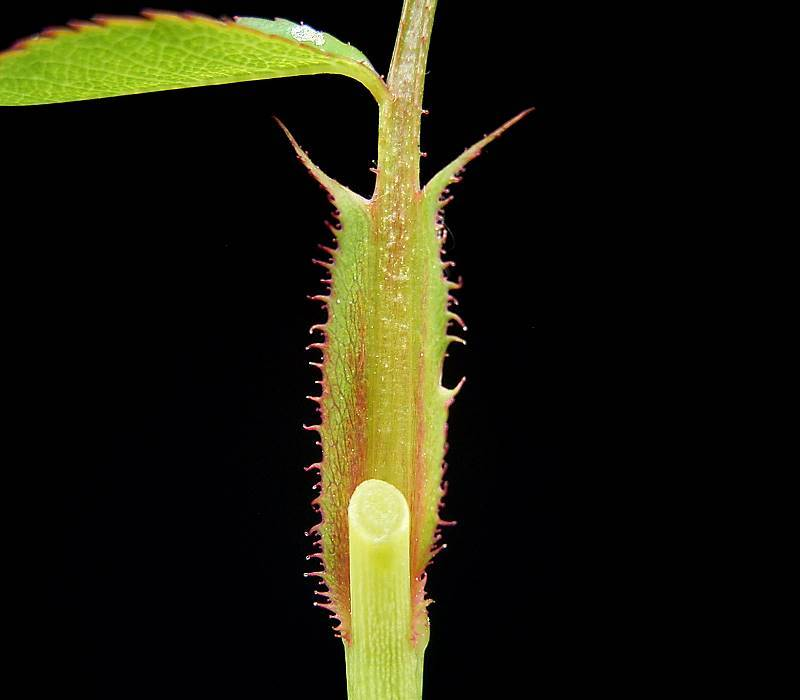
Estípulas da folha de Rosa (o caule foi eliminado).

Nomófilo é o termo usado em botânica descritiva para designar a folha típica ou normal de cada espécie, a qual é para este efeito definida como um órgão lateral que brota do talo de forma exógena e mantém crescimento definido, assumindo geralmente forma laminar e estrutura dorsiventral.
A parte plana, delgada e expandida do nomófilo é chamada de lâmina ou limbo foliar. Em geral, é de cor verde porque abriga os cloroplastos que realizam a fotossíntese. Apresenta duas faces (ou páginas): (1) a face adaxial, superior, ventral ou epifílica, voltada para o ápice caulinar; e (2) a face abaxial, inferior, dorsal ou hipofílica, voltada para a base do caule. Quando os dois lados são da mesma cor, a folha é designada como folha concolor; quando são de cor diferente, sendo que geralmente o adaxial é verde mais escuro, chama-se folha discolor.
Muitas folhas têm um pequeno caule proximal, o pecíolo. Geralmente estreito, pode ser cilíndrico ou deprimido no topo, ou achatado e largo como em Citrus. Muitas vezes as folhas não possuem pecíolo, com o limbo preso diretamente ao caule, sendo nesse caso a folha designada por séssil ou assentada. Quando há duas folhas sésseis presas a cada nó, por vezes estão presas uma à outra, envolvendo completamente o caule, como no caso dos craveiros (Dianthus).
Muitas espécies apresentam espessamentos semelhantes a juntas, chamados pulvinos, que se localizam na base ou no ápice do pecíolo, ou pulvínulos se ocorrerem na base dos pecíolos das folhas. Ambos os tipos de espessamento são inchados, têm superfície enrugada e estão funcionalmente relacionados com os movimentos reversíveis das folhas que ocorrem em resposta a estímulos: as nastias. Os pulvínulos de certas espécies do género Mimosa movem as folhas em resposta a estímulos tácteis.
Muitos nomófilos apresentam um par de apêndices semelhantes a folhas em ambos os lados da base da folha, chamados estípulas. As estípulas podem aparecer como órgãos folhosos, espinhosos, glândulares ou como tricomas ou escamas. Quando dotadas de estípulas, as folhas são ditas estipuladas. Uma estrutura especializada e escamosa encontrada acima dos nós em alguns membros da família Polygonaceae é interpretada como uma versão modificada de uma estípula e é chamada de ócrea. As estruturas que mimetizam as estípulas na base dos folíolos são chamadas de estipelas (por exemplo em Thalictrum e em algumas leguminosas).